# Perímetre

El perímetre és la distància al voltant d'una figura bidimensional, o la mesura de la distància al voltant d'un objecte (la llargada del seu contorn).

El perímetre d'un objecte o figura geomètrica és la longitud del seu contorn. La paraula prové del grec perí ('al voltant de') i metros ('mesura'). El terme designa tant el contorn en si com la seva longitud. El perímetre d'un cercle té nom propi i s'anomena circumferència.
El càlcul del perímetre té considerables aplicacions pràctiques. Per exemple, es pot utilitzar per calcular la longitud de la tanca necessària per envoltar un jardí o per calcular quanta distància recorrerà una roda després de fer una revolució.

## Fórmules
| Figura            | Fórmula                                                              | Variables |
| ----------------- | -------------------------------------------------------------------- | --- |
| Cercle            | {\displaystyle 2\pi r\,}                                             | on {\displaystyle r} és el radi. |
| Triangle          | {\displaystyle a+b+c\,}                                              | on {\displaystyle a}, {\displaystyle b} i {\displaystyle c} són les longituds dels costats del triangle.                             |
| Quadrat           | {\displaystyle 4l}                                                   | on {\displaystyle l} és la longitud del costat.                                                                                      |
| Rectangle         | {\displaystyle 2l+2w}                                                | on {\displaystyle l} és la llargada {\displaystyle w} l'amplada.                                                                     |
| Polígon equilàter | {\displaystyle n\times a\,}                                          | on {\displaystyle n} és el nombre de costats i {\displaystyle a} és la longitud d'un dels costats.                                   |
| Polígon regular   | {\displaystyle 2nb\sin({\frac {\pi }{n}})}                           | on {\displaystyle n} és el nombre de costats i {\displaystyle b} és la distància entre el centre del polígon i un dels seus vèrtexs. |
| Polígon qualsevol | {\displaystyle a_{1}+a_{2}+a_{3}+\ldots +a_{n}=\sum _{i=1}^{n}a_{i}} | on {\displaystyle a_{i}} és la longitud del costat {\displaystyle i}-èsim (1r, 2n, 3r... n-èsim) d'un polígon d'n costats.           |

El perímetre és la distància al voltant d'una figura. Per figures més complexes, el perímetre pot ser calculat com qualsevol camí amb {\displaystyle \int _{0}^{L}\mathrm {d} s} on {\displaystyle L} és la longitud del camí i {\displaystyle ds} és un element infinitesimal lineal. Ambdós han de ser substituïts per altres formes algebraiques per tal de poder ser resolts; una noció avançada de perímetre, que inclou hipersuperfícies que tanquen volums en espais euclidians {\displaystyle n}-dimensionals es pot trobar en el teorema del conjunt de Caccioppoli.